# غيلارلو
غيلارلو (بالفارسية: گیلارلو) هي قرية تقع في أردبيل في إيران. يقدر عدد سكانها بـ 329 نسمة بحسب إحصاء 2016.